# جيمس هود (ناشط)
جيمس هود (بالإنجليزية: James Hood) هو ناشط أمريكي، ولد في 10 نوفمبر 1942 في غادسدن في الولايات المتحدة، وتوفي بنفس المكان في 17 يناير 2013.